# Pleiotropia
La pleiotropia o pliotropia és la situació en la qual una única mutació en un gen dona lloc a diferents efectes fenotípics, que poden trobar-se fins i tot en sistemes diferents. En seria un exemple la síndrome de Marfan, on podem trobar alteracions en el sistema esquelètic, ocular i vascular.
Una variant del concepte és la pleiotropia antagonista, definida com l'expressió de variants genètiques (al·lels d'un gen) que afecten diversos caràcters, de manera favorable en les primeres etapes de la vida i de manera desfavorable en les posteriors. Aquesta formulació és una de les que, des de l'evolucionisme, ha permès explicar en termes genètico-poblacionals la fortalesa de les etapes reproductives i el declivi físic de la vellesa.